# Teófilo Piñeyro
Teófilo Domingo Piñeyro Corbo (Rocha, Uruguay, 22 de julio de 1868-Montevideo, Uruguay, 15 de octubre de 1931) fue un magistrado uruguayo, miembro de la Alta Corte de Justicia de su país desde 1928 hasta su muerte.

## Primeros años
Nació en Rocha el 22 de julio de 1868.
Estudió en la Universidad Mayor de la República y se graduó como Doctor en Derecho y Jurisprudencia en 1893, con una tesis sobre "Gobiernos departamentales".

## Carrera judicial

### En el interior del país
En mayo de 1893 fue designado Agente Fiscal en Flores, pasando en septiembre del mismo año a ocupar igual cargo en Durazno.
En febrero de 1896 ingresó a la magistratura judicial como Juez Letrado de Artigas, siendo posteriormente designado en febrero de 1897 en Tacuarembó, y en 1898 en Durazno.

### En Montevideo
En enero de 1900 fue designado como Juez Letrado de Instrucción en la ciudad de Montevideo.
En julio de 1906 fue nombrado Fiscal del Crimen de Tercer Turno.
El 23 de diciembre de 1907, apenas constituida la primera Alta Corte de Justicia creada por ley 3.246, fue ascendido para integrar uno de los cargos en el Tribunal de Apelaciones de Segundo Turno dejado vacante por los nuevos integrantes de la Corte.
Se desempeñó como miembro de dicho Tribunal durante más de 20 años.

### Alta Corte de Justicia
El 26 de septiembre de 1928 la Asamblea General lo eligió como miembro de la Alta Corte de Justicia para cubrir la vacante generada por el retiro de Benito Cuñarro. Recibió 79 votos de los 104 emitidos por los legisladores. Prestó juramento el mismo día.
Permaneció en el máximo tribunal del país durante tres años, hasta su fallecimiento el 15 de octubre de 1931, a los 63 años de edad.
En su reemplazo fue nombrado Pedro Aladio.

## Otras actividades
Fue profesor y director del Liceo de Durazno, así como miembro del Consejo Universitario y de la Facultad de Derecho.
Fue un destacado miembro de la Masonería uruguaya, alcanzando el Grado 33 y siendo Gran Maestro entre 1920 y 1921. Compartía esta faceta con otro miembro de la Alta Corte, Julio Bastos; curiosamente, ambos fueron los dos primeros ministros en la historia de la Corte en fallecer mientras integraban la misma.